# Ральф Райко
Ральф Райко (англ. Ralph Raico, [ˈreɪkoʊ]; 23 жовтня 1936 — 13 грудня 2016) — американський лібертаріанський історик європейського лібералізму та професор історії в Університеті в Буффало.

## Ранні роки та освіта
Райко був родом з Нью-Йорка, де навчався у Вищій науковій школі Бронкса. Через Фонд економічної освіти Райко та його однокласник Джордж Райзман домовилися про зустріч з економістом Людвігом фон Мізесом, який згодом запросив їх на свій аспірантський семінар з австрійської економіки в Нью-Йоркському університеті. Там він познайомився з учасником семінару Мюрреєм Ротбардом, з яким заприятелював. Ротбард та його друзі Райко, Райзман, Рональд Хамові та Роберт Гессен утворили «самосвідомий інтелектуальний та активістський салон», який вони назвали «Гурток Бастіа» (англ. The Circle Bastia).
У середині 1950-х років завдяки «Гуртку Бастіа» Райко познайомився з письменницею Айн Ренд та її послідовниками, неформально відомими в той час як «Колектив». Райко відвідував перші лекції про філософію об'єктивізму Ренд. Згодом стосунки між двома групами зіпсувалися, що призвело до інциденту, коли «Гурток» пародіював «Колектив», зігравши сценку, в якій Райко грав роль протеже Ренд Натаніеля Брандена. До літа 1958 року Ренд і Ротбард розірвали всі зв'язки, і групи припинили співпрацю.
Райко отримав ступінь бакалавра в Сіті-коледжі Нью-Йорка та ступінь доктора філософії в Чиказькому університеті, де його науковим керівником був Фрідріх Гаєк.

## Кар'єра
Під час навчання в Чиказькому університеті Райко заснував The New Individualist Review — лібертаріанське видання, яке вперше вийшло у квітні 1961 року і випустило 17 випусків, поки не припинило свою діяльність у 1968 році. Райко та інші аспіранти входили до складу редакційної колегії. Фрідріх Гаєк і Мілтон Фрідман, а пізніше економіст Джордж Стіглер були членами консультативної ради. У 1981 році Фрідман писав, що, на його думку, видання «встановило інтелектуальний стандарт, якому, на мою думку, ще не відповідала жодна з останніх публікацій у тій самій філософській традиції».
Пізніше Райко став старшим редактором журналу Inquiry. Він був асоційованим редактором The Independent Review (журналу, що видається Незалежним інститутом) і старшим науковим співробітником Інституту Мізеса, який опублікував його роботу про історію свободи і зв'язок між війною і державою. Райко переклав книгу Мізеса «Лібералізм» та різні есе Фрідріха Гаєка англійською мовою.

## Смерть
Райко помер 13 грудня 2016 року у віці 80 років.

## Видання

### Книги
- Gay Rights: A Libertarian Approach. Libertarian Party (1975). OCLC 8887435 and 863234248.
- Classical Liberalism in the Twentieth Century. Institute for Humane Studies at George Mason University[en] (1990). OCLC 21573481 and 732647331OCLC 21573481, 732647331.
- Die Partei der Freiheit: Studien zur Geschichte des deutschen Liberalismus. Introduction by Christian Watrin. Translated by Gabriele Bartel, Pia Weiss, and Jörg Guido Hülsmann. Lucius & Lucius (1999). ISBN 9783828200425. OCLC 52523633OCLC 52523633.
- Great Wars and Great Leaders: A Libertarian Rebuttal. Introduction by Robert Higgs. Auburn, Alabama: Mises Institute (2010) ISBN 1610164377. OCLC 779146130OCLC 779146130.
- The Place of Religion in the Liberal Philosophy of Constant, Tocqueville, and Lord Acton. (2010). ISBN 1610163680. OCLC 4812933OCLC 4812933.
- Книжкова версія дипломної роботи Райко в University of Chicago. Classical Liberalism and the Austrian School. Auburn, Alabama: Mises Institute (2012). ISBN 978-1610160032. OCLC 792741380OCLC 792741380.

### Участь у монографіях
- «Classical Liberalism and the Austrian School.» in The Elgar Companion to Austrian Economics, edited by Peter J. Boettke. Edward Elgar Publishing (1988). ISBN 978-1858787763. OCLC 485335367OCLC 485335367.
- Introduction to the 50th-anniversary edition of John T. Flynn[en]'s The Roosevelt Myth. Fox & Wilkes (1998).ISBN 0930073274
- «World War I: The Turning Point» and «Rethinking Churchill.» in The Costs of War: America's Pyrrhic Victories, edited by John V. Denson. Transaction Publishers (1999). ISBN 0765804875

### Цитування у роботах
- Casey, Gerard (2010). Meadowcroft, John (ред.). Murray Rothbard. Major Conservative and Libertarian Thinkers. Т. 15. London: Continuum. ISBN 978-1-4411-4209-2. OCLC 495475331.
- Doherty, Brian (2007). Radicals for Capitalism: A Freewheeling History of the Modern American Libertarian Movement. New York: Public Affairs. ISBN 978-1-58648-350-0. OCLC 76141517.
- Hamowy, Ronald (1999). New Individualist Review, 1961–1968. У Lora, Ronald; Henry, William Longton (ред.). The Conservative Press in Twentieth-Century America. Westport, Connecticut: Greenwood Publishing Group. с. 339–347. ISBN 0-313-21390-9. OCLC 40481045.
- Heller, Anne C. (2009). Ayn Rand and the World She Made. New York: Doubleday. ISBN 978-0-385-51399-9. OCLC 229027437.
- Reisman, George (1996). Capitalism: A Treatise on Economics (PDF). Ottawa, Illinois: Jameson Books. ISBN 0-915463-73-3. OCLC 36200484.

## Зовнішні послиння
- Raico's article archives at Mises.org
- Raico book and paper archives at Mises.org
- Raico's archives at LewRockwell.com
- Bio at Future of Freedom Foundation
- Ralph Raico: Champion of Authentic Liberalism